# 九條尚實
九條尚實（1717年7月29日—1787年11月1日／享保二年六月二十一－天明七年九月二十二），是江戶時代中期的公卿、後桃園天皇與光格天皇的攝政與關白，也是藤原北家攝關家的九條家當主。

## 生涯
九條尚實在享保二年（1717年）出生，是父母九條輔實及益子內親王（後西天皇第十皇女）的第三子。早年他出家為真言宗善通寺派下隨心院的僧人，法號堯嚴，並擔任權僧正。
寬保三年（1743年）擔任九條家當主的侄子九條稙基19歲之齡去世，家族唯有請堯嚴還俗，恢復原名成為九條家當主。
延享元年（1744年）他敘從三位，之後發生打擊尊王論者的寶曆事件，他與一條道香、近衛內前、鷹司輔平等攝關家公卿合力令桃園天皇身邊的清華家尊王論人物倒台，保持攝關家的優越性。至寶曆九年（1759年）至安永七年（1778年）期間就任左大臣；安永八年（1779年）成為後桃園天皇的關白。
同年後桃園天皇駕崩，公卿一致認為要讓新天皇和後桃園天皇的皇女欣子內親王結婚，但由哪位旁系皇族繼位則有分歧：前關白近衛內前推舉四宮家中最高格的伏見宮裡的嘉禰宮；而九條尚實則推薦最接近皇統的閑院宮裡的師仁王。經過10餘日的爭論後，最終決定由師仁王繼位，改名兼仁，是為光格天皇。
後來九條尚實也擔任了光格天皇的攝政與關白，並受封太政大臣及敘准三，至天明七年（1787年）他逝世，享年70歲。

## 家庭
- 父：九條輔實
- 母：益子內親王
- 妻：家女房
- 子女：
  - 九條道前
  - 松殿忠孝

| 王位覬覦者                         | 王位覬覦者                                                    | 王位覬覦者                         |
| ---------------------------------- | ------------------------------------------------------------- | ---------------------------------- |
| 前任： 九條稙基                    | 九條家當主 1743年3月17日－1753年2月24日                       | 繼任： 九條道前                    |
| 前任： 近衛內前                    | 藤氏長者 1778年3月6日－1787年4月18日                          | 繼任： 鷹司輔平                    |
| 官衔                               |                                                               |                                    |
| 前任： 久我通兄                    | 內大臣 1751年1月18日－1755年3月11日                           | 繼任： 醍醐兼潔                    |
| 前任： 久我通兄                    | 右大臣 1755年3月11日－1760年1月13日                           | 繼任： 鷹司輔平                    |
| 前任： 近衛內前                    | 左大臣 1760年1月13日－1779年1月27日                           | 繼任： 鷹司輔平                    |
| 前任： 近衛內前                    | 關白 1778年3月6日－1779年12月6日 1785年3月29日－1787年4月18日 | 空缺下一位持有相同頭銜者：自己     |
| 空缺上一位持有相同頭銜者：自己     | 關白 1778年3月6日－1779年12月6日 1785年3月29日－1787年4月18日 | 繼任： 鷹司輔平                    |
| 空缺上一位持有相同頭銜者：近衛內前 | 攝政 1780年1月1日－1785年3月29日                              | 空缺下一位持有相同頭銜者：二條齊敬 |
| 空缺上一位持有相同頭銜者：近衛內前 | 太政大臣 1781年1月23日－1781年6月11日                         | 空缺下一位持有相同頭銜者：德川家齊 |
| 军职                               |                                                               |                                    |
| 前任： 二條宗基                    | 右大將 1747年5月22日－1749年12月27日                          | 繼任： 大炊御門經秀                |
| 前任： 二條宗基                    | 左大將 1747年5月22日－1754年2月17日                           | 繼任： 鷹司輔平                    |